# Nomada eos
Nomada eos är en biart som beskrevs av Otto Schmiedeknecht 1882. Nomada eos ingår i släktet gökbin, och familjen långtungebin. Inga underarter finns listade i Catalogue of Life.